# Nafisa Sheripboeva
Nafisa Sheripboeva (8 de noviembre de 2001) es una deportista uzbeka que compite en judo adaptado. Ganó una medalla de bronce en los Juegos Paralímpicos de Tokio 2020, en la categoría de –63 kg.

## Palmarés internacional
| Juegos Paralímpicos | Juegos Paralímpicos | Juegos Paralímpicos | Juegos Paralímpicos |
| Año                 | Lugar               | Medalla             | Categoría           |
| ------------------- | ------------------- | ------------------- | ------------------- |
| 2020                | Tokio (Japón)       | Medalla de bronce   | –63 kg              |